# 일렉포일
일렉포일(Elecfoil)은 각종 전자 장비에 사용되는 얇은 구리 박(箔)이다. 압연 방식이 아닌 전기 분해로 만든다는 특징이 있다. 스마트폰에 쓰이는 일렉포일은 두께가 12µm(마이크로미터: 100만분의 1m) 이하에 불과하다. 얇게 만들면서도 표면을 매끄럽게 처리하는 것이 생산 기술의 핵심이다.

## 용도
일렉포일은 인쇄회로기판(PCB)에 필수적으로 사용되는 핵심 소재이다. 그 때문에 반도체가 전자산업의 쌀이라면, 일렉포일은 전자산업의 밭이라고 비유되기도 한다.
최근에는 2차전지의 핵심소재인 음극집전체에 사용되어 용도가 크게 확장되었다.

## 산업
일렉포일 제조 기술은 일본과 대한민국의 기업들이 강세를 보이는 분야이다. 2011년도의 보도에 따르면, 전세계적으로 일본의 미쓰이·후루가와 및 대한민국의 일진머티리얼즈 등 3~4개사만이 관련 기술을 보유하고 있다.

## 같이 보기
- 알루미늄박
- 금박

## 참고 문헌
1. 1 2  일진머티리얼즈 日이 석권했던 부품 '일렉포일' 2000년대 들어서면서 따라잡아…표면 매끄럽게 하는 첨가물 성분, 사내서 극소수만 아는 1급비밀, 조선일보 (2011. 1. 1)
2. ↑  [알아봅시다] 일렉포일(elecfoil) 전기분해로 만든 '구리박' PCBㆍ2차전지 등 핵심소재, 디지털타임즈 2010-11-07